# Madrid metróállomásainak listája

Madrid metróhálózata

A madridi metró összesen 13 vonalból áll, melyeken összesen 301 metróállomás található.

## Állomások listája
| Állomás                   | Megnyitás            | Vonal | Szomszédos állomások                                                                                   | Kép |
| ------------------------- | -------------------- | --- | --- | --- |
| Abrantes                  | 1998. november 16.   | 11-es metróvonal | Pan Bendito Plaza Elíptica                                                                             |     |
| Acacias                   | 1968. június 5.      | 5-as metróvonal | Puerta de Toledo Pirámides                                                                             |     |
| Aeropuerto T1-T2-T3       | 1999. június 14.     | 8-as metróvonal | Feria de Madrid Barajas                                                                                |     |
| Alameda de Osuna          | 2006. november 24.   | 5-ös metróvonal | El Capricho                                                                                            |     |
| Alfonso XIII              | 1973. március 26.    | 4-es metróvonal | Avenida de la Paz Prosperidad                                                                          |     |
| Almendrales               | 2007. április 21.    | 3-as metróvonal | Legazpi Hospital 12 de Octubre                                                                         |     |
| Alonso Cano               | 1998. október 16.    | 7-es metróvonal | Gregorio Marañón Canal                                                                                 |     |
| Alonso Martínez           | 1944. március 23.    | 4-es metróvonal 5-ös metróvonal 10-es metróvonal                                                                     | Colón Rubén Darío Tribunal Gregorio Marañón Bilbao Chueca                                              |     |
| Alsacia                   | 2011. március 16.    | 2-es metróvonal | Avenida de Guadalajara La Almudena                                                                     |     |
| Alto de Extremadura       | 1995. május 10.      | 6-os metróvonal | Puerta del Ángel Lucero                                                                                |     |
| Alto del Arenal           | 1994. április 7.     | 1-es metróvonal | Miguel Hernández Buenos Aires                                                                          |     |
| Embajadores               | 1936. augusztus 9.   | 3-as metróvonal | Lavapiés Palos de la Frontera                                                                          |     |
| Aluche                    | 1961. február 4.     | 5-ös metróvonal | Eugenia de Montijo Empalme                                                                             |     |
| Antonio Machado           | 1999. március 29.    | 7-es metróvonal | Peñagrande Valdezarza                                                                                  |     |
| Antón Martín              | 1921. december 26.   | 1-es metróvonal | Estación del Arte Tirso de Molina                                                                      |     |
| Arganzuela-Planetario     | 2007. január 26.     | 6-os metróvonal | Legazpi Méndez Álvaro                                                                                  |     |
| Argüelles                 | 1941. július 15.     | 3-as metróvonal 4-es metróvonal 6-os metróvonal                                                                      | Moncloa San Bernardo Ventura Rodríguez Príncipe Pío                                                    |     |
| Arroyofresno              | 2019. január 1.      | 7-es metróvonal | Pitis Lacoma                                                                                           |     |
| Artilleros                | 1980. január 31.     | 9-es metróvonal | Pavones Vinateros                                                                                      |     |
| Arturo Soria              | 1979. január 4.      | 4-es metróvonal | Esperanza Avenida de la Paz                                                                            |     |
| Ascao                     | 1974. július 17.     | 7-es metróvonal | Pueblo Nuevo García Noblejas                                                                           |     |
| Atocha                    | 1988. július 24.     | 1-es metróvonal | Estación del Arte Menéndez Pelayo                                                                      |     |
| Avenida de América        | 1973. március 26.    | 4-es metróvonal 6-os metróvonal 7-es metróvonal 9-es metróvonal 8-as metróvonal                                      | Prosperidad Gregorio Marañón Núñez de Balboa Diego de León República Argentina Cartagena Cruz del Rayo |     |
| Avenida de Guadalajara    | 2011. március 16.    | 2-es metróvonal | Alsacia Las Rosas                                                                                      |     |
| Avenida de la Ilustración | 1999. március 29.    | 7-es metróvonal | Peñagrande Lacoma                                                                                      |     |
| Avenida de la Paz         | 1979. január 4.      | 4-es metróvonal | Arturo Soria Alfonso XIII                                                                              |     |
| Aviación Española         | 2006. december 22.   | 10-es metróvonal | Cuatro Vientos Colonia Jardín                                                                          |     |
| Bambú                     | 2007. április 11.    | 1-es metróvonal | Chamartín Pinar de Chamartín Madrid Chamartín                                                          |     |
| Banco de España           | 1924. június 14.     | 2-es metróvonal | Sevilla Retiro                                                                                         |     |
| Barajas                   | 1999. szeptember 7.  | 8-as metróvonal | Aeropuerto T1-T2-T3 Estación de Aeropuerto T4                                                          |     |
| Barrio de la Concepción   | 1975. március 17.    | 7-es metróvonal | Pueblo Nuevo Parque de las Avenidas                                                                    |     |
| Barrio del Pilar          | 1983. június 3.      | 9-es metróvonal | Ventilla Herrera Oria                                                                                  |     |
| Batán                     | 1961. február 4.     | 10-es metróvonal | Casa de Campo Lago                                                                                     |     |
| Begoña                    | 1982. június 10.     | 10-es metróvonal | Chamartín Fuencarral                                                                                   |     |
| Bilbao                    | 1919. október 17.    | 1-es metróvonal 4-es metróvonal                                                                                      | Iglesia Alonso Martínez Tribunal San Bernardo                                                          |     |
| Buenos Aires              | 1994. április 7.     | 1-es metróvonal | Alto del Arenal Portazgo                                                                               |     |
| Callao                    | 1941. július 15.     | 3-as metróvonal 5-ös metróvonal                                                                                      | Plaza de España Gran Vía Sol Ópera                                                                     |     |
| Campamento                | 1961. február 4.     | 5-ös metróvonal | Casa de Campo Empalme                                                                                  |     |
| Canal                     | 1998. október 16.    | 2-es metróvonal 7-es metróvonal                                                                                      | Quevedo Islas Filipinas Cuatro Caminos Alonso Cano                                                     |     |
| Canillas                  | 1998. április 27.    | 4-es metróvonal | Esperanza Mar de Cristal                                                                               |     |
| Canillejas                | 1980. január 18.     | 5-ös metróvonal | Torre Arias El Capricho                                                                                |     |
| Carabanchel               | 1961. február 4.     | 5-ös metróvonal | Vista Alegre Eugenia de Montijo                                                                        |     |
| Carabanchel Alto          | 2006. december 18.   | 11-es metróvonal | La Peseta San Francisco                                                                                |     |
| Carpetana                 | 1983. június 1.      | 6-os metróvonal | Laguna Oporto                                                                                          |     |
| Cartagena                 | 1975. március 17.    | 7-es metróvonal | Avenida de América Parque de las Avenidas                                                              |     |
| Casa de Campo             | 2002. október 22.    | 5-ös metróvonal 10-es metróvonal                                                                                     | Campamento Colonia Jardín Batán                                                                        |     |
| Chamartín                 | 1982. június 10.     | 1-es metróvonal 10-es metróvonal 8-as metróvonal                                                                     | Bambú Begoña Plaza de Castilla                                                                         |     |
| Chamberí                  | 1919. október 17.    | 1-es metróvonal | |     |
| Chueca                    | 1970. február 26.    | 5-ös metróvonal | Alonso Martínez Gran Vía                                                                               |     |
| Ciudad Lineal             | 1964. május 28.      | 5-ös metróvonal | Pueblo Nuevo Suanzes                                                                                   |     |
| Ciudad Universitaria      | 1987. január 13.     | 6-os metróvonal | Vicente Aleixandre Moncloa                                                                             |     |
| Ciudad de los Ángeles     | 2007. április 21.    | 3-as metróvonal | San Fermín-Orcasur Villaverde Bajo-Cruce                                                               |     |
| Colombia                  | 1983. december 30.   | 8-as metróvonal 9-es metróvonal                                                                                      | Nuevos Ministerios Concha Espina Pinar del Rey Pío XII                                                 |     |
| Colonia Jardín            | 2002. október 22.    | 10-es metróvonal Linea ML2 3-as metróvonal                                                                           | Aviación Española Casa de Campo Prado de la Vega Ciudad de la Imagen                                   |     |
| Colón                     | 1944. március 23.    | 4-es metróvonal | Serrano Alonso Martínez                                                                                |     |
| Concha Espina             | 1983. december 30.   | 9-es metróvonal | Cruz del Rayo Colombia                                                                                 |     |
| Conde de Casal            | 1979. október 11.    | 6-os metróvonal | Pacífico Sainz de Baranda                                                                              |     |
| Cruz del Rayo             | 1983. december 30.   | 9-es metróvonal | Avenida de América Concha Espina                                                                       |     |
| Cuatro Vientos            | 1976. október 29.    | 10-es metróvonal | Joaquín Vilumbrales Aviación Española                                                                  |     |
| Cuzco                     | 1982. június 10.     | 10-es metróvonal | Santiago Bernabéu Plaza de Castilla                                                                    |     |
| Delicias                  | 1949. március 26.    | 3-as metróvonal | Palos de la Frontera Legazpi                                                                           |     |
| Diego de León             | 1932. január 1.      | 4-es metróvonal 5-ös metróvonal 6-os metróvonal                                                                      | Avenida de América Ventas Lista Núñez de Balboa Manuel Becerra                                         |     |
| Duque de Pastrana         | 1983. december 30.   | 9-es metróvonal | Pío XII Plaza de Castilla                                                                              |     |
| El Capricho               | 2006. november 24.   | 5-ös metróvonal | Canillejas Alameda de Osuna                                                                            |     |
| El Carmen                 | 1964. május 28.      | 5-ös metróvonal | Ventas Quintana                                                                                        |     |
| Empalme                   | 1961. február 4.     | 5-ös metróvonal | Aluche Campamento                                                                                      |     |
| Esperanza                 | 1979. január 4.      | 4-es metróvonal | Canillas Arturo Soria                                                                                  |     |
| Estación de Aeropuerto T4 | 2007. május 3.       | 8-as metróvonal | Barajas                                                                                                |     |
| Estación del Arte         | 1921. december 26.   | 1-es metróvonal | Antón Martín Atocha                                                                                    |     |
| Estadio Metropolitano     | 2007. május 5.       | 7-es metróvonal | Barrio del Puerto Las Musas                                                                            |     |
| Estrella                  | 1980. január 31.     | 9-es metróvonal | Vinateros Sainz de Baranda                                                                             |     |
| Eugenia de Montijo        | 1999. október 27.    | 5-ös metróvonal | Aluche Carabanchel                                                                                     |     |
| Feria de Madrid           | 1998. június 24.     | 8-as metróvonal | Mar de Cristal Aeropuerto T1-T2-T3                                                                     |     |
| Francos Rodríguez         | 1999. február 12.    | 7-es metróvonal | Valdezarza Guzmán el Bueno                                                                             |     |
| Fuencarral                | 1982. június 10.     | 10-es metróvonal 8-as metróvonal                                                                                     | Begoña Tres Olivos                                                                                     |     |
| García Noblejas           | 1974. július 17.     | 7-es metróvonal | Ascao Simancas                                                                                         |     |
| Goya                      | 1924. június 14.     | 2-es metróvonal 4-es metróvonal                                                                                      | Manuel Becerra Lista Príncipe de Vergara Velázquez                                                     |     |
| Gran Vía                  | 1919. október 17.    | 1-es metróvonal 5-ös metróvonal                                                                                      | Tribunal Chueca Sol Callao                                                                             |     |
| Gregorio Marañón          | 1998. január 22.     | 7-es metróvonal 10-es metróvonal                                                                                     | Alonso Cano Alonso Martínez Nuevos Ministerios Avenida de América                                      |     |
| Guzmán el Bueno           | 1987. január 13.     | 6-os metróvonal 7-es metróvonal                                                                                      | Vicente Aleixandre Francos Rodríguez Cuatro Caminos Islas Filipinas                                    |     |
| Herrera Oria              | 1983. június 3.      | 9-es metróvonal | Barrio del Pilar Mirasierra                                                                            |     |
| Hortaleza                 | 2007. április 11.    | 4-es metróvonal | Parque de Santa María Manoteras                                                                        |     |
| Hospital 12 de Octubre    | 2007. április 21.    | 3-as metróvonal | Almendrales San Fermín-Orcasur                                                                         |     |
| Ibiza                     | 1986. február 24.    | 9-es metróvonal | Sainz de Baranda Príncipe de Vergara                                                                   |     |
| Iglesia                   | 1919. október 17.    | 1-es metróvonal | Bilbao Ríos Rosas                                                                                      |     |
| Islas Filipinas           | 1999. február 12.    | 7-es metróvonal | Guzmán el Bueno Canal                                                                                  |     |
| La Almudena               | 2011. március 16.    | 2-es metróvonal | La Elipa Alsacia                                                                                       |     |
| La Elipa                  | 2007. február 16.    | 2-es metróvonal | Ventas La Almudena                                                                                     |     |
| La Latina                 | 1968. június 5.      | 5-ös metróvonal | Puerta de Toledo Ópera                                                                                 |     |
| La Peseta                 | 2006. december 18.   | 11-es metróvonal | La Fortuna Carabanchel Alto                                                                            |     |
| Lacoma                    | 1999. március 29.    | 7-es metróvonal | Avenida de la Ilustración Arroyofresno                                                                 |     |
| Lago                      | 1961. február 4.     | 10-es metróvonal | Batán Príncipe Pío                                                                                     |     |
| Laguna                    | 1983. június 1.      | 6-os metróvonal | Lucero Carpetana                                                                                       |     |
| Las Musas                 | 1974. július 17.     | 7-es metróvonal | Estadio Metropolitano San Blas                                                                         |     |
| Las Rosas                 | 2011. március 16.    | 2-es metróvonal | Avenida de Guadalajara                                                                                 |     |
| Las Suertes               | 2007. május 16.      | 1-es metróvonal | La Gavia Valdecarros                                                                                   |     |
| Las Tablas                | 2007. április 26.    | 10-es metróvonal Metro Ligero 1                                                                                      | Montecarmelo Ronda de la Comunicación Palas del Rey                                                    |     |
| Lavapiés                  | 1936. augusztus 9.   | 3-as metróvonal | Sol Embajadores                                                                                        |     |
| Legazpi                   | 1951. március 1.     | 3-as metróvonal 6-os metróvonal                                                                                      | Delicias Almendrales Usera Arganzuela-Planetario                                                       |     |
| Lista                     | 1932. szeptember 17. | 4-es metróvonal | Goya Diego de León                                                                                     |     |
| Lucero                    | 1995. május 10.      | 6-os metróvonal | Alto de Extremadura Laguna                                                                             |     |
| Manoteras                 | 2007. április 11.    | 4-es metróvonal | Pinar de Chamartín Hortaleza                                                                           |     |
| Manuel Becerra            | 1924. június 14.     | 2-es metróvonal 6-os metróvonal                                                                                      | Ventas Goya O’Donnell Diego de León                                                                    |     |
| Mar de Cristal            | 1998. április 27.    | 4-es metróvonal 8-as metróvonal                                                                                      | San Lorenzo Pinar del Rey Canillas Feria de Madrid                                                     |     |
| Marqués de Vadillo        | 1968. június 5.      | 5-ös metróvonal | Pirámides Urgel                                                                                        |     |
| Menéndez Pelayo           | 1923. május 8.       | 1-es metróvonal | Pacífico Atocha                                                                                        |     |
| Mirasierra                | 2011. március 28.    | 9-es metróvonal | Herrera Oria Paco de Lucía                                                                             |     |
| Moncloa                   | 1963. július 27.     | 3-as metróvonal 6-os metróvonal                                                                                      | Argüelles Ciudad Universitaria                                                                         |     |
| Montecarmelo              | 2007. április 26.    | 10-es metróvonal | Tres Olivos Las Tablas                                                                                 |     |
| Méndez Álvaro             | 1981. május 7.       | 6-os metróvonal | Arganzuela-Planetario Pacífico                                                                         |     |
| Noviciado                 | 1925. október 21.    | 2-es metróvonal | Santo Domingo San Bernardo                                                                             |     |
| Nueva Numancia            | 1962. július 2.      | 1-es metróvonal | Portazgo Puente de Vallecas                                                                            |     |
| Nuevos Ministerios        | 1967. január 1.      | 6-os metróvonal 8-as metróvonal 10-es metróvonal Risa tunnels Madrid-Valencia-vasútvonal Madrid-Barcelona-vasútvonal | Cuatro Caminos Gregorio Marañón Santiago Bernabéu República Argentina Colombia                         |     |
| Núñez de Balboa           | 1970. február 26.    | 5-ös metróvonal 9-es metróvonal                                                                                      | Diego de León Príncipe de Vergara Rubén Darío Avenida de América                                       |     |
| Opañel                    | 1981. május 7.       | 6-os metróvonal | Oporto Plaza Elíptica                                                                                  |     |
| Oporto                    | 1968. június 5.      | 5-ös metróvonal 6-os metróvonal                                                                                      | Urgel Vista Alegre Carpetana Opañel                                                                    |     |
| O’Donnell                 | 1979. október 11.    | 6-os metróvonal | Sainz de Baranda Manuel Becerra                                                                        |     |
| Paco de Lucía             | 2015. március 25.    | 9-es metróvonal | Mirasierra                                                                                             |     |
| Pacífico                  | 1923. május 8.       | 1-es metróvonal 6-os metróvonal                                                                                      | Menéndez Pelayo Puente de Vallecas Méndez Álvaro Conde de Casal                                        |     |
| Palos de la Frontera      | 1949. március 26.    | 3-as metróvonal | Embajadores Delicias                                                                                   |     |
| Pan Bendito               | 1998. november 16.   | 11-es metróvonal | San Francisco Abrantes                                                                                 |     |
| Parque de Santa María     | 1998. december 15.   | 4-es metróvonal | Hortaleza San Lorenzo                                                                                  |     |
| Parque de las Avenidas    | 1975. március 17.    | 7-es metróvonal | Cartagena Barrio de la Concepción                                                                      |     |
| Peñagrande                | 1999. március 29.    | 7-es metróvonal | Avenida de la Ilustración Antonio Machado                                                              |     |
| Pinar de Chamartín        | 2007. április 11.    | 1-es metróvonal 4-es metróvonal Metro Ligero 1                                                                       | Bambú Manoteras Fuente de la Mora                                                                      |     |
| Pinar del Rey             | 2007. január 15.     | 8-as metróvonal | Colombia Mar de Cristal                                                                                |     |
| Pirámides                 | 1968. június 5.      | 5-ös metróvonal | Acacias Marqués de Vadillo                                                                             |     |
| Pitis                     | 1964. május 25.      | 7-es metróvonal | Arroyofresno                                                                                           |     |
| Plaza Elíptica            | 1981. május 7.       | 6-os metróvonal 11-es metróvonal                                                                                     | Abrantes Opañel Usera                                                                                  |     |
| Plaza de Castilla         | 1961. február 4.     | 1-es metróvonal 9-es metróvonal 10-es metróvonal 8-as metróvonal                                                     | Chamartín Duque de Pastrana Cuzco Valdeacederas Ventilla                                               |     |
| Plaza de España           | 1941. július 15.     | 2-es metróvonal 10-es metróvonal                                                                                     | Callao Ventura Rodríguez Tribunal Príncipe Pío                                                         |     |
| Portazgo                  | 1962. július 2.      | 1-es metróvonal | Buenos Aires Nueva Numancia                                                                            |     |
| Prosperidad               | 1973. március 26.    | 4-es metróvonal | Avenida de América Alfonso XIII                                                                        |     |
| Príncipe Pío              |                      | 6-os metróvonal 10-es metróvonal Ramal                                                                               | Lago Plaza de España Ópera Argüelles Puerta del Ángel                                                  |     |
| Príncipe de Vergara       | 1924. június 14.     | 2-es metróvonal 9-es metróvonal                                                                                      | Goya Ibiza Retiro Núñez de Balboa                                                                      |     |
| Pueblo Nuevo              | 1964. május 28.      | 5-ös metróvonal 7-es metróvonal                                                                                      | Ciudad Lineal Barrio de la Concepción Quintana Ascao                                                   |     |
| Puente de Vallecas        | 1923. május 8.       | 1-es metróvonal | Pacífico Nueva Numancia                                                                                |     |
| Puerta de Arganda         | 1998. december 1.    | 9-es metróvonal | Rivas Urbanizaciones San Cipriano                                                                      |     |
| Puerta de Toledo          | 1968. június 5.      | 5-ös metróvonal | La Latina Acacias                                                                                      |     |
| Puerta del Ángel          | 1995. május 10.      | 6-os metróvonal | Príncipe Pío Alto de Extremadura                                                                       |     |
| Pío XII                   | 1983. december 30.   | 9-es metróvonal | Colombia Duque de Pastrana                                                                             |     |
| Quevedo                   | 1925. október 21.    | 2-es metróvonal | San Bernardo Canal                                                                                     |     |
| Quintana                  | 1964. május 28.      | 5-ös metróvonal | Pueblo Nuevo El Carmen                                                                                 |     |
| República Argentina       | 1979. október 11.    | 6-os metróvonal | Nuevos Ministerios Avenida de América                                                                  |     |
| Retiro                    | 1924. június 14.     | 2-es metróvonal | Príncipe de Vergara Banco de España                                                                    |     |
| Ronda de la Comunicación  | 2007. április 26.    | 10-es metróvonal | Las Tablas La Granja                                                                                   |     |
| Rubén Darío               | 1970. február 26.    | 5-ös metróvonal | Núñez de Balboa Alonso Martínez                                                                        |     |
| Ríos Rosas                | 1919. október 17.    | 1-es metróvonal | Iglesia Cuatro Caminos                                                                                 |     |
| Sainz de Baranda          | 1979. október 11.    | 6-os metróvonal 9-es metróvonal                                                                                      | Estrella Conde de Casal O’Donnell Ibiza                                                                |     |
| San Bernardo              | 1925. október 21.    | 2-es metróvonal 4-es metróvonal                                                                                      | Noviciado Bilbao Quevedo Argüelles                                                                     |     |
| San Blas                  | 1974. július 17.     | 7-es metróvonal | Simancas Las Musas                                                                                     |     |
| San Cipriano              | 1998. december 1.    | 9-es metróvonal | Puerta de Arganda Vicálvaro                                                                            |     |
| San Cristóbal             | 2007. április 21.    | 3-as metróvonal | Villaverde Bajo-Cruce Villaverde Alto                                                                  |     |
| San Fermín-Orcasur        | 2007. április 21.    | 3-as metróvonal | Hospital 12 de Octubre Ciudad de los Ángeles                                                           |     |
| San Francisco             | 2006. december 18.   | 11-es metróvonal | Carabanchel Alto Pan Bendito                                                                           |     |
| San Lorenzo               | 1998. december 15.   | 4-es metróvonal | Parque de Santa María Mar de Cristal                                                                   |     |
| Santiago Bernabéu         | 1982. június 10.     | 10-es metróvonal | Nuevos Ministerios Cuzco                                                                               |     |
| Santo Domingo             | 1925. október 21.    | 2-es metróvonal | Noviciado Ópera                                                                                        |     |
| Serrano                   | 1944. március 23.    | 4-es metróvonal | Velázquez Colón                                                                                        |     |
| Sevilla                   | 1924. június 14.     | 2-es metróvonal | Sol Banco de España                                                                                    |     |
| Sierra de Guadalupe       | 1999. március 3.     | 1-es metróvonal | Miguel Hernández Villa de Vallecas                                                                     |     |
| Simancas                  | 1974. július 17.     | 7-es metróvonal | García Noblejas San Blas                                                                               |     |
| Sol                       | 1919. október 17.    | 1-es metróvonal 2-es metróvonal 3-as metróvonal                                                                      | Gran Vía Sevilla Callao Tirso de Molina Ópera Lavapiés                                                 |     |
| Suanzes                   | 1980. január 18.     | 5-ös metróvonal | Ciudad Lineal Torre Arias                                                                              |     |
| Tirso de Molina           | 1921. december 26.   | 1-es metróvonal | Sol Antón Martín                                                                                       |     |
| Torre Arias               | 1980. január 18.     | 5-ös metróvonal | Canillejas Suanzes                                                                                     |     |
| Tres Olivos               | 2007. április 26.    | 10-es metróvonal | Fuencarral Montecarmelo                                                                                |     |
| Tribunal                  | 1919. október 17.    | 1-es metróvonal 10-es metróvonal                                                                                     | Bilbao Plaza de España Alonso Martínez Gran Vía                                                        |     |
| Urgel                     | 1968. június 5.      | 5-ös metróvonal | Oporto Marqués de Vadillo                                                                              |     |
| Usera                     | 1981. május 7.       | 6-os metróvonal | Plaza Elíptica Legazpi                                                                                 |     |
| Valdecarros               | 2007. május 16.      | 1-es metróvonal | Las Suertes                                                                                            |     |
| Valdezarza                | 1999. február 12.    | 7-es metróvonal | Francos Rodríguez Antonio Machado                                                                      |     |
| Velázquez                 | 1944. március 23.    | 4-es metróvonal | Goya Serrano                                                                                           |     |
| Ventas                    | 1924. július 14.     | 2-es metróvonal 5-ös metróvonal                                                                                      | La Elipa El Carmen Manuel Becerra Diego de León                                                        |     |
| Ventilla                  | 1983. június 3.      | 9-es metróvonal | Plaza de Castilla Barrio del Pilar                                                                     |     |
| Ventura Rodríguez         | 1941. július 15.     | 3-as metróvonal | Argüelles Plaza de España                                                                              |     |
| Vicente Aleixandre        | 1987. január 13.     | 6-os metróvonal | Ciudad Universitaria Guzmán el Bueno                                                                   |     |
| Vicálvaro                 | 1998. december 1.    | 9-es metróvonal | San Cipriano Valdebernardo                                                                             |     |
| Villa de Vallecas         | 1999. március 3.     | 1-es metróvonal | Congosto Sierra de Guadalupe                                                                           |     |
| Villaverde Alto           | 2007. április 21.    | 3-as metróvonal | San Cristóbal                                                                                          |     |
| Villaverde Bajo-Cruce     | 2007. április 21.    | 3-as metróvonal | Ciudad de los Ángeles San Cristóbal                                                                    |     |
| Vinateros                 | 1980. január 31.     | 9-es metróvonal | Artilleros Estrella                                                                                    |     |
| Vista Alegre              | 1968. június 5.      | 5-ös metróvonal | Carabanchel Oporto                                                                                     |     |
| Ópera                     | 1925. október 21.    | 2-es metróvonal 5-ös metróvonal Ramal                                                                                | Sol Callao Príncipe Pío Santo Domingo La Latina                                                        |     |